# Upeneus quadrilineatus
Upeneus quadrilineatus es una especie de peces de la familia Mullidae en el orden de los Perciformes.

## Morfología
• Los machos pueden llegar alcanzar los 17 cm de longitud total.

## Distribución geográfica
Se encuentra desde el sur del Japón hasta el sur de la  China. También en Indonesia.

## Hábitat
Es un pez de mar.